# Bronisław Pieracki

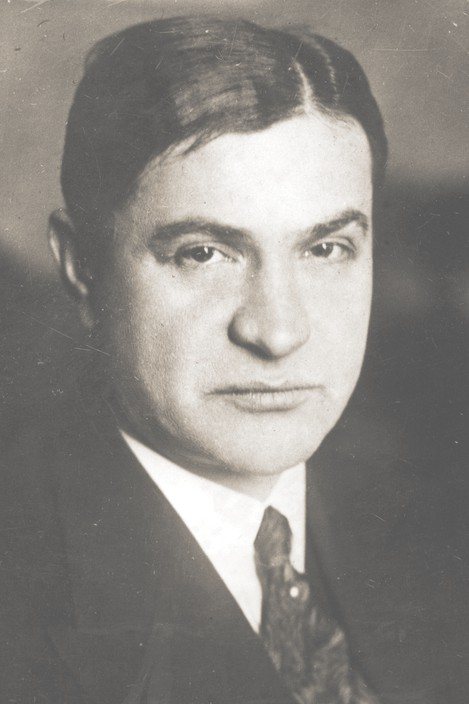
Bronisław Pieracki

Bronisław Wilhelm Pieracki, född 28 maj 1895, Gorlice, Österrike-Ungern, död 15 juni 1934, Warszawa, Polen, var en polsk militär och politiker.
Pieracki var inrikesminister från 27 maj 1931 till hans död. Han mördades av en ukrainsk nationalist; OUN-medlemmen Hryhorij Matsejko 15 juni 1934 på Ulica Foksal 3 i Warszawa.